# Massacro di Sarny
Il massacro di Sarny fu l'esecuzione di circa 14000 - 18000 persone, per lo più ebrei, nella città di Sarny occupata dai nazisti, ora Oblast' di Rivne in Ucraina, il 27 e 28 agosto 1942.

## Storia

### Prima del massacro
La città di Sarny fu conquistata dalla Germania nazista l'8 luglio 1941, in seguito all'attacco tedesco all'Unione Sovietica il 22 giugno 1941. Sarny contava una popolazione ebraica compresa tra le 5000 e le 7000 persone. Le forze sovietiche, che avevano occupato la città in seguito al patto Ribbentrop-Molotov e all'invasione sovietica della Polonia nel 1939, si ritirarono. I nazionalisti ucraini non si ritirarono con le forze sovietiche, ma videro invece l'opportunità per sostenere l'indipendenza dell'Ucraina attraverso l'alleanza con i nazisti.
Poco dopo l'occupazione tedesca, i nazisti permisero agli ucraini di saccheggiare i beni ebraici per un periodo di tre giorni. I nazisti tastrellarono anche gli ebrei per destinarli al lavoro forzato. Dopo il saccheggio da parte degli ucraini, gli ebrei di Sarny furono costretti a consegnare la maggior parte dei beni ai nazisti, con ordini in gran parte applicati dalla Polizia Ausiliaria Ucraina, l'organizzazione di volontari istituita dai nazisti.
Tra il 2 e il 4 aprile 1942 a Sarny fu istituito il ghetto, nel quale furono costretti i circa 6000 ebrei di Sarny e delle città circostanti.
Nell'agosto 1942 gli ebrei del ghetto di Sarny furono trasferiti nel campo Poleska di Sarny. Questo campo conteneva già circa 15000 ebrei che vi erano stati costretti da vari altri punti nel nord-est della Volinia. Il nome "Poleska" si riferiva a un'area di Sarny con insediamenti prevalentemente polacchi, incoraggiati dal governo polacco dopo l'occupazione della città nel 1921.
Più tardi, nell'agosto 1942, immediatamente prima del massacro, altri ebrei delle città circostanti furono trasferiti con la forza a Sarny. Una di queste città fu Berezhnitza, conosciuta anche come Bereznica, allora una città prevalentemente ebraica di circa 1400 persone, a nord-ovest di Sarny. Il 26 agosto 1942, i restanti ebrei di Berezhnitza, circa 1000 persone, furono condotti a Sarny, con circa la metà uccisi durante il viaggio. Allo stesso modo, il 26 agosto 1942, l'intera popolazione ebraica della vicina Rokitno fu raccolta nella piazza del mercato, dove le persone venivano sistematicamente fucilate o ammassate sui vagoni ferroviari destinati a Sarny. Furono trasferiti con la forza verso Sarny anche gli ebrei delle città di Tomashgorod, Klesov e Dubrovitsa.

### Massacro
Il secondo massacro di Sarny ebbe luogo in due giorni, il 27 e 28 agosto 1942. Si stima che tra 14000 e 18000 persone, per lo più ebrei di Sarny e delle città circostanti, inclusi circa 100 rom, furono sistematicamente giustiziati nei burroni della periferia del paese, dove furono preparate le fosse. Le esecuzioni furono eseguite dalle truppe tedesche e dalla Polizia Ausiliaria Ucraina, assistite da circa 200 membri dell'Organizzazione Todt. Alcuni sono sfuggiti al massacro scappando nelle foreste vicine dopo che alcuni prigionieri appiccarono il fuoco alle capanne del campo, esortando le persone a fuggire. In migliaia tentarono la fuga, molti dei quali furono uccisi per le strade di Sarny, o comunque durante il tentativo di fuga.

## Conseguenze
Nel 1945, circa 100 persone furono identificate come sopravvissute all'Olocausto di Sarny. Non è chiaro quanti di questi sopravvissuti fossero sfuggiti al massacro il 27-28 agosto 1942. I sopravvissuti della comunità di Sarny recuperarono il cimitero ebraico locale restaurando le lapidi precedentemente utilizzate come lastre per la pavimentazione. Il cimitero fu poi distrutto per la costruzione di uno stadio di calcio.
Sul luogo del massacro di Sarny sono stati eretti tre memoriali per commemorare le vittime del massacro, fatti di tre montagne di ossa ricoperte di sabbia. Un memoriale per le vittime è stato eretto anche nel cimitero di Holon. Un libro commemorativo della storia della comunità ebraica di Sarny fu pubblicato nel 1961 contenente i racconti dei sopravvissuti della comunità.